# Бошкић
Бошкић је лик у сатиричној серији Државни посао.

## Детињство
Бошкић је рођен у Новом Саду и једини је у канцеларији који је рођени Новосађанин пореклом из централне Србије (Драган Торбица је рођен у Босанској Крајини, а Ђорђе Чварков је Бачванин, пореклом из Титела). Пореклом је из села Доња Краварица код Ариља.
Одрастао је са мамом - Мамичком, татом и старијим братом. Његов отац је био генерал-мајор ОЗНА-е, самим тим учесник бројних комбинација још у старој Југославији. Од самог детињства показивао је да је неталентованији и глупљи од брата.

## Запослење
Бошкићев први посао је уједно државни посао. Док је његов брат био у владајућој партији нашао му је посао у канцеларији једног државног предузећа. Бошкић је константно незадовољан својим послом, сањајући бољи и живећи у уверењу да је рођен за већа дела.

## Љубавни живот
Бошкићев љубавни живот је често предмет подсмевања. У почетку је имао девојку коју је упознао на летовању у Цавтату, а контакт је одржавао преко интернета, Немицу много старију од њега, Сабине.
Његов највећи љубавни интерес је Магда, секретарица директора Добросављева, касније и Добромирова. Поред ње, имао је пар кратких веза (са Ванесом, девојком коју је упознао у граду, и дебелом Вукосавом, колегиницом са спрата изнад).
Бошкићу је мама нашла на скијању девојку Ању, са којом се касније оженио, добио сина, за ког се сумња да није његов, и касније развео. Надређени (Чварков и Торбица) га често провоцирају да је свезан, па су јавили мама Мили да га и она провоцира.

## Карактер лика
Бошкић представља младе у Аутономној Покрајини Војводини. Он је прозападно оријентисан, врло модерних схватања и због тога се често сукобљава са колегама. Важи за „најспоријег” и најпоштенијег у канцеларији јер често бива насамарен од стране двојице старијих колега.
Чварков га често провоцира како је био са Мамичком пре него што се удала за тату Бошкића.
Он сања боље запослење, већу плату, углед и Магду. Разуме се у рачунаре и залаже се за дигитализацију предузећа.